# Віана-ду-Алентежу
Віа́на-ду-Аленте́жу (порт. Viana do Alentejo; МФА: [vi.ˈɐ.nɐ du ɐ.ɫẽ.ˈtɐj.ʒu], Віа́на-ду-Аленте́йжу, «Віана-Затагська») — муніципалітет і містечко в Португалії, в окрузі Евора. Розташований у південно-східній частині країни, на теренах історичної португальської провінції Алентежу. Належить до Еворської діоцезії Католицької церкви в Португалії. Права міського самоврядування має з 1313 року. Поділяється на 3 парафії. За адміністративним поділом, чинним до 1976 року, був складовою провінції Верхнє Алентежу. Площа муніципалітету — 393,67 км², населення муніципалітету — 5743 ос. (2011); густота населення — 14,59 осіб/км²
. Патрон — Діва Марія. Святковий день муніципалітету — 13 січня. Поштовий індекс — 7090.  Код місцевої адміністративної одиниці — 0713. Складова статистичного регіону Алентежу.

## Назва
- Віана-ду-Алентежу (порт. Viana do Alentejo, стара орфографія: порт. Vianna do Alemtejo) — сучасна португальська назва.

## Географія
Віана-ду-Алентежу розташована в центрі Португалії, на південному заході округу Евора.
Віана-ду-Алентежу межує на півночі з муніципалітетом Монтемор-у-Нову, на північному сході — з муніципалітетом Евора, на сході — з муніципалітетом Портел, на південному сході — з муніципалітетом Куба, на півдні — з муніципалітетом Алвіту, 
на заході — з муніципалітетом Алкасер-ду-Сал.

## Історія
1313 року португальський король Дініш надав Віані форал, яким визнав за поселенням статус містечка та муніципальні самоврядні права.

## Населення
| Кількість мешканців | Кількість мешканців | Кількість мешканців | Кількість мешканців | Кількість мешканців | Кількість мешканців | Кількість мешканців | Кількість мешканців | Кількість мешканців | Кількість мешканців | Кількість мешканців | Кількість мешканців | Кількість мешканців | Кількість мешканців | Кількість мешканців |
| ------------------- | ------------------- | ------------------- | ------------------- | ------------------- | ------------------- | ------------------- | ------------------- | ------------------- | ------------------- | ------------------- | ------------------- | ------------------- | ------------------- | ------------------- |
| 1864                | 1878                | 1890                | 1900                | 1911                | 1920                | 1930                | 1940                | 1950                | 1960                | 1970                | 1981                | 1991                | 2001                | 2011                |
| 3 984               | 4 193               | 4 678               | 5 065               | 6 334               | 7 025               | 7 814               | 9 265               | 9 779               | 9 237               | 6 005               | 6 188               | 5 720               | 5 615               | 5 743               |